# Nederlands kampioenschap schaken vrouwen 2008

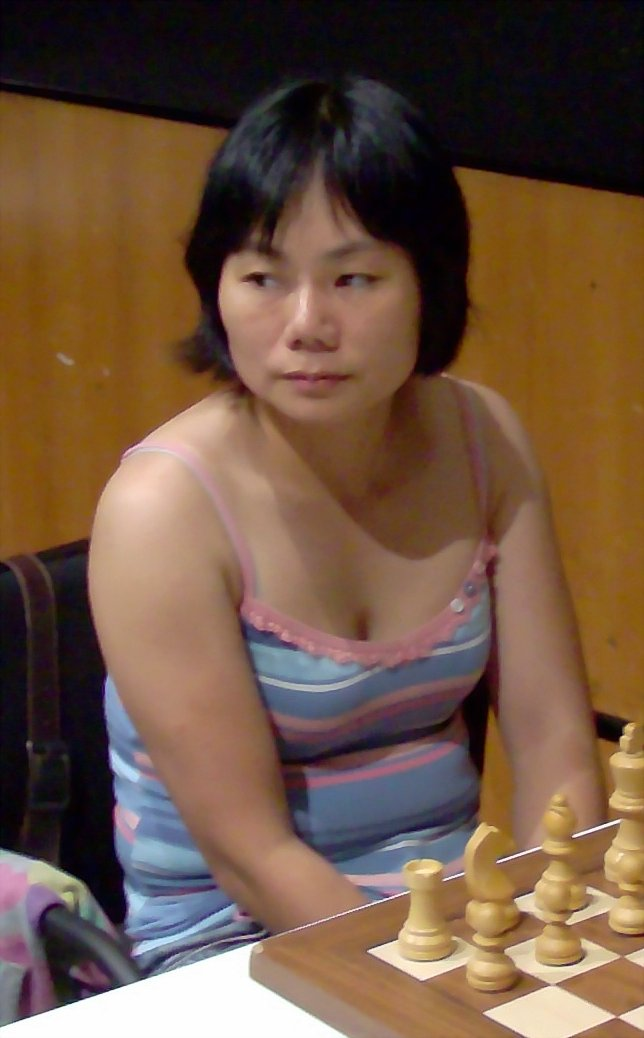
Zhaoqin Peng verovert haar 10e Nederlandse titel

Het Nederlands kampioenschap schaken voor vrouwen 2008 werd (samen met het Nederlands kampioenschap algemeen) gespeeld van 2 t/m 13 april 2008 op het Mediapark in Hilversum in de vorm van een rond toernooi met 10 deelneemsters. Het speeltempo bedroeg 40 zetten in 120 minuten, gevolgd door 55 minuten + 5 seconden per zet vanaf de eerste tijdcontrole. Kampioene werd Zhaoqin Peng met 8 punten uit 9 partijen voor Petra Schuurman (6½ pt.) en Tea Lanchava (5½ pt.). Anne Haast was met 14 jaar de jongste deelnemer ooit aan het Nederlands kampioenschap voor senioren.

## Eindstand
| Plaats | Deelneemster       | Rating | Score |
| ------ | ------------------ | ------ | ----- |
| 1      | Zhaoqin Peng       | 2455   | 8     |
| 2      | Petra Schuurman    | 2295   | 6½    |
| 3      | Tea Lanchava       | 2365   | 5½    |
| 4      | Marlies Bensdorp   | 2268   | 5     |
| 5      | Bianca Muhren      | 2297   | 5     |
| 6      | Pauline van Nies   | 2184   | 4½    |
| 7      | Anne Haast         | 2020   | 3½    |
| 8      | Martine Middelveld | 2040   | 3½    |
| 9      | Talitha Munnik     | 2002   | 2     |
| 10     | Laura Bensdorp     | 2085   | 1½    |